# Rimouski
Rimouski – miasto w Kanadzie we wschodniej części prowincji Quebec na południowym brzegu rzeki Świętego Wawrzyńca. Miasto to jest stolicą regionu Bas-Saint-Laurent i MRC Rimouski-Neigette.
Liczba mieszkańców Rimouski wynosi 42 240. Język francuski jest językiem ojczystym dla 97,7%, angielski dla 0,8% mieszkańców (2006).

## Sport
- Océanic de Rimouski – klub hokejowy